# Sybra proximatoides
Sybra proximatoides là một loài bọ cánh cứng trong họ Cerambycidae.